# Luís da Cunha Meneses
Luís da Cunha Pacheco e Meneses, Conde de Lumiares (Lisboa, 16 de maio de 1743 - Santa Maria da Graça, Setúbal, 30 de setembro de 1819) foi um administrador colonial português, governador das capitanias de Goiás e Minas Gerais.
Cunha era proveniente de uma importante família portuguesa. Filho de José Félix da Cunha Pacheco e Meneses e D. Constança Xavier de Meneses,
e avós, D. Luís de Meneses (Marquês de Louriçal e Conde da Ericeira) e D. Ana Xavier de Rohan. Iniciou sua atividade militar aos 17 anos, no Regimento de Setúbal, em 1759. Em meados de janeiro de 1777 Luís da Cunha é nomeado governador da capitania de Goiás, em fevereiro recebeu o Hábito da Ordem de Cristo.
Desembarcou em Salvador em agosto de 1778, chegando em 16 de outubro em Goiás, onde governou entre 1778 e 1783. Goiás, nesse período, vivia uma certa instabilidade, convivendo com problemas na área administrativa, fiscal, militar, entre outros. Chegou em Vila Rica em 1783, assumindo o poder em 20 de outubro, iniciando um governo arbitrário, com excessos de poder. Foi alvo de críticas do autor Tomás Antônio Gonzaga, ocupante do cargo de Ouvidor em seu governo, que a partir de 1789 teria feito circular anonimamente manuscritos satíricos sobre o governador, conhecidos como Cartas Chilenas, exemplar do período arcadiano da literatura brasileira. Cunha Meneses é satirizado com a alcunha de Fanfarrão Minésio.. Durante seu governo em Goiás desenvolveu as políticas pombalinas que promoviam o estabelecimento de relações amigáveis com os povos nativos, sendo responsável pelo aldeamento de grupos de caiapós. Apadrinhou Damiana da Cunha, neta do importante cacique Angraí-oxá. A menina, cujo sobrenome herdou de Luís da Cunha Meneses, passou parte da infância na casa do governador e, posteriormente, se tornou uma importante liderança caiapó.
Nos Autos da Devassa, está registrado o depoimento em que Tiradentes revela que, mesmo tendo iniciado os preparativos da Inconfidência Mineira em 1785, Cunha Meneses não deu atenção à pregação revolucionária dele, Tiradentes.
Casou-se com Maria do Resgate Carneiro Portugal da Gama Vasconcelos Sousa e Faro (Menezes), 3ª condessa de Lumiares após a morte do irmão, Manuel Inácio da Cunha e Menezes, o 3º Conde de Lumiares, em 1791, herdando-lhe o título.